# Région de Gendarmerie de Nouvelle-Aquitaine
La Région de Gendarmerie de Nouvelle-Aquitaine (RGNA) est une entité militaire responsable de l'ensemble des unités de la Gendarmerie départementale et mobile basées dans la région administrative de Nouvelle-Aquitaine. Ces deux niveaux de commandement s'explique par le fait que la zone de défense et de sécurité Sud-Ouest est exclusivement constituée de la région Nouvelle-Aquitaine.
Elle a été créée à la suite de la fusion des anciennes régions de gendarmerie d'Aquitaine (RGAQ), du Limousin (RGLIM) et de Poitou-Charentes (RGPC).
12 groupements de Gendarmerie départementale (GGD), 2 groupements de Gendarmerie mobile (GGM) et 4 sections de recherche (SR) sont subordonnés à cette unité.

## Histoire
Le 1er janvier 2016, à la suite de la réorganisation territoriale de la France, le nombre de régions métropolitaines passe de 21 régions (et la Corse) à 13. Les régions de gendarmerie départementales sont alors réorganisées afin se calquer sur les nouvelles régions administratives. Ainsi, la nouvelle région de gendarmerie, issue de la fusion des régions de gendarmerie d'Aquitaine, du Limousin et de Poitou-Charentes, prend le nom provisoire de région de gendarmerie Aquitaine-Limousin-Poitou-Charentes et son chef-lieu provisoire est fixé à Bordeaux. Toutefois, la caserne de l'unité est située en périphérie de la ville, sur la commune de Mérignac.
Durant une période de transition, les anciennes régions conservent l'essentiel de leurs prérogatives sous la forme de formations administratives dont le commandement est confié aux groupements chef-lieu de des anciennes régions.
De plus, afin de respecter les limites de la nouvelle région Languedoc-Roussillon-Midi-Pyrénées, les territoires des zones de défense et de sécurité (ZDS) Sud et Sud-Ouest sont redéfinis. La ZDS Sud-Ouest est alors exclusivement constitué de la nouvelle région Aquitaine-Limousin-Poitou-Charentes.
Le 1er janvier 2017, la région administrative Aquitaine-Limousin-Poitou-Charentes prend l'appellation de Nouvelle-Aquitaine. Par juxtaposition, la région de Gendarmerie est également renommée de la même manière.
Le 1er septembre 2022, les formations administratives sont dissoutes et les anciennes régions de gendarmerie d'Aquitaine, du Limousin et de Poitou-Charentes fusionnent totalement en tant que région de Gendarmerie de Nouvelle-Aquitaine.

## Organisation

### Gendarmerie départementale
En 2022, les formations principales sont quatre sections de recherche (SR) et les douze groupements de gendarmerie départementale (GGD) correspondant aux douze départements composant la région Nouvelle-Aquitaine. Il est à noter que la SR d'Agen a été dissoute le 1er septembre 2015, et ses missions sont depuis assurées par la SR Bordeaux.
Chaque groupement a autorité sur plusieurs compagnies de Gendarmerie départementale (CGD), un escadron départemental de sécurité routière (EDSR) et une maison de protection des familles (MPF). En raison de leurs géographies, certains groupements peuvent se voir subordonner d'autres unités spécialisées. En effet, la région Nouvelle-Aquitaine étant bordée par l'océan Atlantique à l'ouest, et par les Pyrénées au sud, la RGNA compte trois brigades nautiques (BN), dont deux font partie d'une communauté de brigades nautiques (CBN - unique en France), et un peloton de haute-montagne (PGHM). Enfin, deux pelotons spécialisés de protection (PSPG) sont chargés de la sécurité des centrales nucléaires de Civaux et du Blayais.
- Région de Gendarmerie de Nouvelle-Aquitaine (RGNA)
  - Groupement de Gendarmerie départementale de la Charente (GGD 16)[3],[4]
    - Compagnie de Gendarmerie départementale d'Angoulême
    - Compagnie de Gendarmerie départementale de Cognac
    - Compagnie de Gendarmerie départementale de Confolens
    - Escadron Départemental de Sécurité Routière de la Charente (EDSR 16)
    - Maison de Protection des Familles de la Charente (MPF 16)

  - Groupement de Gendarmerie départementale de la Charente-Maritime (GGD 17)
    - Communauté de brigades nautiques de la Rochelle[5]
      - Brigade nautique de la Rochelle
      - Brigade nautique de la Tremblade[6]

    - Compagnie de Gendarmerie départementale de Jonzac[7]
    - Compagnie de Gendarmerie départementale de Rochefort[8]
    - Compagnie de Gendarmerie départementale de la Rochelle[9]
    - Compagnie de Gendarmerie départementale de Saintes[10]
    - Compagnie de Gendarmerie départementale de Saint-Jean-d'Angély[11]
    - Escadron Départemental de Sécurité Routière de la Charente-Maritime (EDSR 17)
    - Maison de Protection des Familles de la Charente-Maritime[12] (MPF 17)

  - Groupement de Gendarmerie départementale de la Corrèze (GGD 19)[13]
    - Compagnie de Gendarmerie départementale de Brive-la-Gaillarde
    - Compagnie de Gendarmerie départementale d'Ussel
    - Escadron Départemental et de Sécurité Routière de la Corrèze (EDSR 19)
    - Maison de Protection des Familles de la Corrèze[14] (MPF 19)

  - Groupement de Gendarmerie départementale de la Creuse (GGD 23)[15]
    - Compagnie de Gendarmerie départementale d'Aubusson
    - Compagnie de Gendarmerie départementale de Guéret
    - Escadron Départemental de Sécurité Routière de la Creuse (EDSR 23)
    - Maison de Protection des Familles de la Creuse (MPF 23)[16]

  - Groupement de Gendarmerie départementale de la Dordogne (GGD 24)[17]
    - Compagnie de Gendarmerie départementale de Bergerac
    - Compagnie de Gendarmerie départementale de Nontron
    - Compagnie de Gendarmerie départementale de Périgueux
    - Compagnie de Gendarmerie départementale de Sarlat-la-Canéda
    - Escadron Départemental de Sécurité Routière de la Dordogne (EDSR 24)
    - Maison de Protection des Familles de la Dordogne (MPF 24)[18]

  - Groupement de Gendarmerie départementale de la Gironde (GGD 33)[19]
    - Brigade nautique d'Arcachon
    - Compagnie de Gendarmerie départementale d'Arcachon
    - Compagnie de Gendarmerie départementale de Blaye
    - Compagnie de Gendarmerie départementale de Bouliac
    - Compagnie de Gendarmerie départementale de Langon-Toulenne[20]
    - Compagnie de Gendarmerie départementale de Lesparre-Médoc
    - Compagnie de Gendarmerie départementale de Libourne
    - Compagnie de Gendarmerie départementale de Mérignac
    - Escadron Départemental de Sécurité Routière de la Gironde (EDSR 33)
    - Maison de Protection des Familles de la Gironde (MPF 33)[21]
    - Peloton Spécialisé de Protection de la Gendarmerie de Blayais

  - Groupement de Gendarmerie départementale des Landes (GGD 40)[22]
    - Compagnie de Gendarmerie départementale de Dax
    - Compagnie de Gendarmerie départementale de Parentis-en-Born
    - Compagnie de Gendarmerie départementale de Mont-de-Marsan
    - Escadron Départemental de Sécurité Routière des Landes (EDSR 40)
    - Maison de Protection des Familles des Landes (MPF 40)[23]

  - Groupement de Gendarmerie départementale de Lot-et-Garonne (GGD 47)[24]
    - Compagnie de Gendarmerie départementale d'Agen
    - Compagnie de Gendarmerie départementale de Marmande
    - Compagnie de Gendarmerie départementale de Villeneuve-sur-Lot
    - Escadron Départemental et de Sécurité Routière de Lot-et-Garonne (EDSR 47)
    - Maison de Protection des Familles de Lot-et-Garonne (MPF 47)

  - Groupement de Gendarmerie départementale des Pyrénées-Atlantiques (GGD 64)[25]
    - Compagnie de Gendarmerie départementale de Bayonne
    - Compagnie de Gendarmerie départementale d'Oloron-Sainte-Marie
    - Compagnie de Gendarmerie départementale d'Orthez
    - Compagnie de Gendarmerie départementale de Pau
    - Escadron Départemental de Sécurité Routière des Pyrénées-Atlantiques (EDSR 64)
    - Maison de Protection des Familles des Pyrénées-Atlantiques (MPF 64)
    - Peloton de Gendarmerie de Haute-Montagne d'Oloron-Sainte-Marie

  - Groupement de Gendarmerie départementale des Deux-Sèvres (GGD 79)[26]
    - Compagnie de Gendarmerie départementale de Bressuire
    - Compagnie de Gendarmerie départementale de Niort
    - Compagnie de Gendarmerie départementale de Parthenay
    - Escadron Départemental de Sécurité Routière des Deux-Sèvres (EDSR 79)
    - Maison de Protection des Familles des Deux-Sèvres (MPF 79)[27]

  - Groupement de Gendarmerie départementale de la Vienne (GGD 86)[28]
    - Compagnie de Gendarmerie départementale de Châtellerault
    - Compagnie de Gendarmerie départementale de Montmorillon
    - Compagnie de Gendarmerie départementale de Poitiers
    - Escadron Départemental et de Sécurité Routière de la Vienne (EDSR 86)
    - Maison de Protection des Familles de la Vienne (MPF 86)[29]
    - Peloton Spécialisé de Protection de la Gendarmerie de Civaux

  - Groupement de Gendarmerie départementale de la Haute-Vienne (GGD 87)[30],[31]
    - Compagnie de Gendarmerie départementale de Bellac
    - Compagnie de Gendarmerie départementale de Limoges
    - Compagnie de Gendarmerie départementale de Saint-Junien
    - Escadron Départemental de Sécurité Routière de la Vienne (EDSR 87)
    - Maison de Protection des Familles de la Haute-Vienne (MPF 87)[32]

  - Section de recherches de Bordeaux
  - Section de recherches de Limoges
  - Section de recherches de Pau
  - Section de recherches de Poitiers

### Gendarmerie mobile

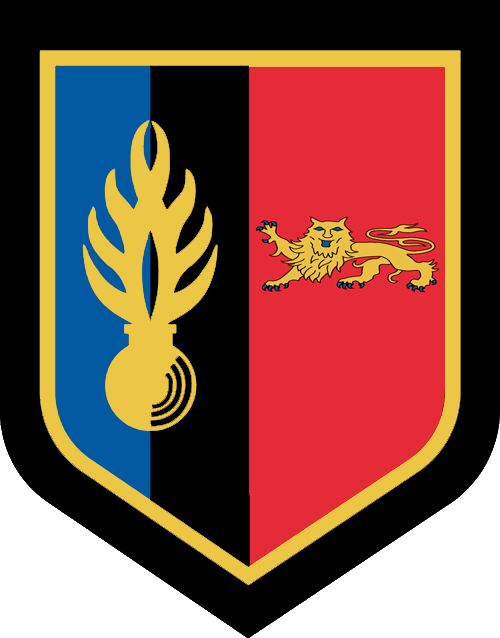
Ecusson porté par les gendarmes mobiles implantés dans la zone de défense et de sécurité Sud-Ouest.

Les unités de gendarmerie mobile sont constituées de 12 escadrons (EGM) répartis dans 2 groupements (GGM) :
- Région de Gendarmerie de Nouvelle-Aquitaine (RGNA)
  - Groupement II/2 de Gendarmerie mobile (GGM II/2) à Mont-de-Marsan (Landes)
    - Escadron 21/2 de Gendarmerie mobile (EGM 21/2) à Mont-de-Marsan (Landes)
    - Escadron 22/2 de Gendarmerie mobile (EGM 22/2) à Mont-de-Marsan (Landes)
    - Escadron 24/2 de Gendarmerie mobile (EGM 24/2) à Bayonne (Pyrénées-Atlantiques)
    - Escadron 27/2 de Gendarmerie mobile (EGM 27/2) à Marmande (Lot-et-Garonne)
    - Escadron 28/2 de Gendarmerie mobile (EGM 28/2) à La Réole (Gironde)

  - Groupement IV/2 de Gendarmerie mobile (GGM IV/2) à Limoges (Haute-Vienne)
    - Escadron 41/2 de Gendarmerie mobile (EGM 41/2) à Limoges (Haute-Vienne)
    - Escadron 42/2 de Gendarmerie mobile (EGM 42/2) à Guéret (Creuse)
    - Escadron 43/2 de Gendarmerie mobile (EGM 43/2) à Ussel (Corrèze)
    - Escadron 44/2 de Gendarmerie mobile (EGM 44/2) à Bellac (Haute-Vienne)
    - Escadron 46/2 de Gendarmerie mobile (EGM 46/2) à Châtellerault (Vienne)
    - Escadron 47/2 de Gendarmerie mobile (EGM 47/2) à Périgueux (Dordogne)

Avant le 1er janvier 2016, le commandant de la zone de défense et de sécurité (ZDS) Sud-Ouest de Bordeaux avait autorité sur le GGM III/2 de Toulouse. À la suite de la réorganisation territoriale des ZDS Sud et Sud-Ouest, le GGM III/2 est transféré au ZDS Sud de Marseille en tant que GGM III/6.

### Unités implantées et rattachées pour emploi
Les unités du groupement des forces aériennes de Gendarmerie Sud-Ouest (GFAG Sud-Ouest) sont placées sous l'autorité du commandant des forces aériennes de la Gendarmerie (CFAGN) de Vélizy-Villacoublay, et pour emploi auprès du commandant de région de Gendarmerie Nouvelle-Aquitaine. Elles sont composées des détachements aériens (DAG) de Mérignac (Gironde), Bayonne (Pyrénées-Atlantiques), Limoges (Haute-Vienne) et d'Égletons (Corrèze). Les DAG de Mimizan (Landes) et Rochefort (Charente-Maritime) sont uniquement activées durant la période estivale.

### Autres unités implantées dans la région
Certaines unités stationnées en Nouvelle-Aquitaine ne relèvent pas de l'autorité de la RGNA. Toutefois, en raison de leurs spécificités, ces unités peuvent être appelées à renforcer les gendarmes départementaux de Nouvelle-Aquitaine ou des régions limitrophes :
- Brigade de Gendarmerie de l'Air et de l'Espace de Bordeaux-Mérignac (Gironde)
- Brigade de Gendarmerie de l'Air et de l'Espace de Cazaux (Gironde)
- Brigade de Gendarmerie de l'Air et de l'Espace de Cognac (Charente)
- Brigade de Gendarmerie de l'Air et de l'Espace de Mont-de-Marsan (Landes)
- Brigade de Gendarmerie de l'Air et de l'Espace de Rochefort (Charente-Maritime)
- Brigade de Gendarmerie de l'Air et de l'Espace de Saintes (Charente-Maritime)
- Brigade Motorisée de Gendarmerie de l'Air et de l'Espace de Bordeaux-Mérignac (Gironde)
- Compagnie de Gendarmerie des transports aériens de Bordeaux (Gironde)[34],[35]
  - Brigade de Gendarmerie des transports aériens de Biarritz (Pyrénées-Atlantiques)
  - Brigade de Gendarmerie des transports aériens de Bordeaux (Gironde)
  - Brigade de Gendarmerie des transports aériens du CNRA de Bordeaux (Gironde)
  - Brigade de Gendarmerie des transports aériens de Pau (Pyrénées-Atlantiques)
- Brigade de Gendarmerie maritime de la Rochelle (Charente-Maritime)
- Brigade de Gendarmerie maritime d'Anglet (Pyrénées-Atlantiques)
- Brigade de Surveillance du Littoral de Lège-Cap-Ferret (Gironde)
- Brigade de Surveillance du Littoral de la Rochelle (Charente-Maritime)

## Écusson
A compter du 1er septembre 2022, les gendarmes de la Nouvelle-Aquitaine portent un écusson commun. Ce dernier combine les armoiries du duché d'Aquitaine, de la province du Limousin et de la province du Poitou. Cet écusson remplace ceux des anciennes régions d'Aquitaine, du Limousin et du Poitou-Charentes.

Les armoires du duché d'Aquitaine sont également présentes sur l'écusson portés par le gendarmes mobiles implantés dans la zone de défense et de sécurité Sud-Ouest.

Écusson de la région de gendarmerie d'Aquitaine reprenant les armoiries du duché du même nom.
Écusson de la région de gendarmerie du Limousin reprenant les armoiries de la province du même nom.
Écusson de la région de gendarmerie de Poitou-Charentes reprenant les armoiries de la province du Poitou.

## Appellations
- Région de Gendarmerie d'Aquitaine-Limousin-Poitou-Charentes : 1er janvier 2016 - 31 décembre 2016
- Région de Gendarmerie de Nouvelle-Aquitaine : depuis le 1er janvier 2017